# Pacemaker cardiaco
La contrazione del muscolo cardiaco in tutti gli animali è avviata da impulsi elettrici detti potenziali d'azione, che nel cuore sono noti come potenziali d'azione cardiaci . A differenza degli altri muscoli, lo stimolo non è generato dal sistema nervoso centrale, bensì da cellule specializzate (cellule pacemaker) residenti nel cuore stesso. La frequenza di depolarizzazione determina il ritmo di contrazione, cioè la frequenza cardiaca . Solitamente, la maggior parte delle cellule pacemaker si trova nel nodo senoatriale (SA), il pacemaker naturale del cuore, e il ritmo risultante è un ritmo sinusale.
A volte un pacemaker secondario può controllare il ritmo, se il nodo senoatriale è danneggiato o se il sistema di conduzione elettrica del cuore non funziona. Le aritmie cardiache possono causare un blocco cardiaco, in cui le contrazioni non sono coordinate. Negli esseri umani, e talvolta in altri animali, può essere utilizzato un dispositivo meccanico chiamato pacemaker artificiale (o semplicemente "pacemaker"), in caso di danni al sistema di conduzione intrinseco del corpo, per produrre artificialmente questi impulsi.
Le cellule del NSA si depolarizzano spontaneamente, approssimativamente 100 volte al minuto. Questo ritmo intrinseco è modulato costantemente dall'attività del sistema nervoso simpatico e parasimpatico, per cui la frequenza cardiaca media negli adulti è di 70 battiti per minuto.

## Controllo

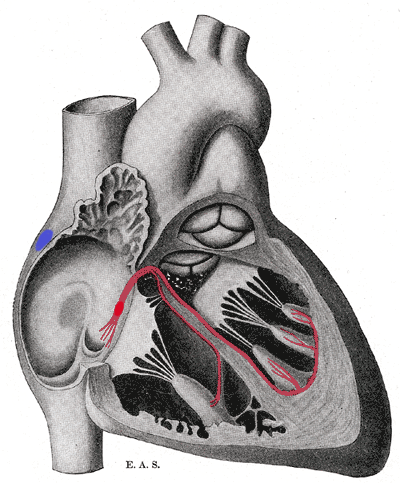
Rappresentazione schematica del NSA e del fascio atrioventricolare di His. Il NSA è segnato in blu. Il fascio, in rosso, origina vicino all'apertura del seno coronario (valvola di Tebesio), e presenta un rigonfiamento corrispondente al nodo AV. Da qui parte il fascio di His, che penetra nel setto interventricolare e si divide in branca destra e sinistra.

### Pacemaker primario
Il nodo senoatriale (NSA) è il pacemaker primario del cuore. Si tratta di una regione del miocardio localizzata nella parete superiore dell'atrio destro, vicina allo sbocco della vena cava superiore. Le cellule che compongono il nodo sono cardiomiociti specializzati detti cellule pacemaker, in grado di generare spontaneamente potenziali d'azione cardiaci. Questi segnali si propagano nel cuore attraverso il sistema di conduzione elettrica. Solo l'1% delle cellule del miocardio sono di conduzione, il resto dei cardiomiociti sono contrattili.
Le cellule pacemaker sono collegate a cellule contrattili adiacenti attraverso giunzioni gap, che le consentono di trasmettere localmente la depolarizzazione sotto forma di cationi. La presenza di giunzioni gap permette la contrazione coordinata di tutte le cellule del cuore, come se fossero un'unica unità contrattile.

### Pacemaker secondario (nodo AV e fascio di His)
Gli impulsi dal nodo SA raggiungono il nodo atrioventricolare (NAV) che funziona come un pacemaker secondario. Le cellule del NAV si depolarizzano normalmente ad una frequenza di 40-60 battiti per minuto. 
La parte terminale del sistema di conduzione è costituita dal fascio di His. La branca destra, sinistra e le fibre del Purkinje generano anch'essi potenziali d'azione a un ritmo di 30-40 bpm, per cui se entrambi i nodi SA e AV non funzionano, queste cellule possono diventare pacemaker. Tuttavia, la frequenza di contrazione sarà molto minore.
Il NSA determina il ritmo di contrazione di tutte le cellule del miocardio perché queste cellule si depolarizzano più rapidamente, per cui danno inizio all'impulso di contrazione. Il segnale si propaga attraverso il sistema di conduzione per depolarizzare il NAV, il fascio di His e le fibre del Purkinje prima che esse possano generare spontaneamente il loro potenziale d'azione. Dunque, queste cellule si contraggono seguendo il ritmo dettato dal NSA. Questa è la modalità dell'attività elettrica normale del cuore.

## Generazione dei potenziali d'azione
Ci sono 3 fasi principali nella generazione del potenziale d'azione in una cellula pacemaker. Poiché le fasi sono analoghe a quelle della contrazione delle cellule muscolari cardiache, sono numerate allo stesso modo, ma,  nel caso del pacemaker, le fasi 1 e 2 sono assenti. Ci sono solo le fasi 0, 3 e 4.

### Fase 4 - Potenziale del pacemaker
La peculiarità delle cellule pacemaker è che, a differenza delle altre cellule del corpo, queste non necessitano di una innervazione esterna da parte del sistema nervoso autonomo al fine di generare depolarizzazioni ritmiche. 
In tutte le altre cellule, il potenziale di riposo (da -60mV a -70mV) è mantenuto grazie al continuo efflusso di ioni potassio attraverso canali ionici inseriti nella membrana plasmatica. Tuttavia, nelle cellule pacemaker, la permeabilità al potassio diminuisce nel tempo, causando una lenta depolarizzazione. Inoltre, esiste un flusso lento e costante di ioni sodio verso l'interno della cellula, noto come "corrente funny". La variazione di concentrazione di questi due ioni porta alla depolarizzazione: il potenziale di membrana Vm diventa più positivo verso l'interno della cellula. Quando viene raggiunto il valore soglia del pacemaker, circa -40mV, viene generato il potenziale d'azione (finisce la fase 4, inizia la fase 0).

### Fase 0 - Rapida depolarizzazione
Nonostante la velocità di depolarizzazione per raggiungere il picco sia maggiore rispetto alla precedente fase 4, è in realtà più bassa se paragonata ad un assone.
Il NSA e il NAV non possiedono canali del sodio a risposta rapida, come i neuroni, e la depolarizzazione è causata da un lento afflusso di ioni calcio. Il Ca2+ entra nella cellula attraverso canali del calcio voltaggio-dipendenti che si aprono al raggiungimento del potenziale di soglia. Questa corrente determina l'inversione della polarità del potenziale di membrana Vm(interno positivo ed esterno negativo) fino a raggiungere il picco di +10mV. Si ricordi che il calcio intracellulare permette la contrazione muscolare nelle cellule contrattili. Nelle cellule pacemaker, dunque, la fase 0 dipende dall'apertura dei canali calcio di tipo L (i quali si aprono lentamente) invece dei canali sodio voltaggio-dipendenti (che si aprono più in fretta), responsabili dell'inizio della contrazione di altre cellule. Per questo motivo, la salita del potenziale nel pacemaker è più graduale rispetto ai miociti.

### Fase 3 - Ripolarizzazione
L'inversione della polarità del Vm stimola l'apertura dei canali del potassio, che porta alla rapida fuoriuscita di K+ dall'interno verso l'esterno, e quindi alla ripolarizzazione (Vm diventa più negativo). Anche i canali del calcio vengono inattivati poco dopo l'apertura. Inoltre, man mano che i canali del sodio (che, anche se in minoranza, sono comunque presenti) si inattivano, la conduttanza al Na+ diminuisce. Tutto ciò porta all'accumulo di ioni positivi all'esterno, permettendo la ripolarizzazione della cellula fino al potenziale di riposo (-60mV). Un altro contributo importante è dato dalle pompe ioniche: lo scambiatore sodio-calcio esporta ioni calcio nello spazio extracellulare, rilassando la cellula; la pompa sodio-potassio ristabilisce le concentrazioni ioniche pompando sodio all'esterno e potassio all'interno. 
Il ripristino dello stato stazionario è fondamentale poiché consente alla cellula di ripetere il processo spontaneo di depolarizzazione e generazione del potenziale di azione.

## Significato clinico

### Danni al nodo senoatriale
Se il NSA non funziona, o l'impulso generato nel NSA si blocca prima di raggiungere il sistema di conduzione, altre cellule a valle possono agire da pacemaker. Questa sorgente è tipicamente rappresentata da cellule all'interno del nodo atrioventricolare, localizzato tra gli atri e ventricoli nel setto interatriale. Se anche il NAV fallisce, le fibre del Purkinje potrebbero funzionare da pacemaker.

### Pacemaker ectopico

Illustrazione di un focus ectopico

Un pacemaker ectopico, detto anche focus ectopico, è un gruppo di cellule eccitabili che producono un battito cardiaco prematuro fuori dal NSA. Se la condizione è cronica, possono insorgere aritmie come tachicardia, bradicardia o fibrillazione ventricolare. Quest'ultima può essere trattata posizionando un pacemaker artificiale.

#### Pacemaker artificiale
Un pacemaker artificiale (o semplicemente pacemaker) è un dispositivo medico fa impiantare che genera impulsi elettrici, poi trasmessi da elettrodi alle camere cardiache o attraverso gli atri o attraverso ventricoli. In questo modo, il pacemaker artificiale sostituisce il nodo SA primario e regola la conduzione elettrica del cuore.